# Selaginella scabrifolia
Selaginella scabrifolia là một loài dương xỉ trong họ Selaginellaceae. Loài này được Ching & Chu H. Wang mô tả khoa học đầu tiên năm 1959.